# George Boole
George Boole (Lincoln, 2 novembre 1815 – Ballintemple, 8 dicembre 1864) è stato un matematico e logico inglese, considerato il fondatore della logica matematica.
La sua opera influenzò anche settori della filosofia e diede vita alla scuola degli algebristi della logica.

## Vita e pensiero
A causa della povertà della sua famiglia, fu autodidatta; studiò greco, latino, francese, tedesco, italiano e, fin da giovane, matematica sui testi di Laplace e Lagrange. Incoraggiato e indirizzato da Duncan Gregory, curatore del Cambridge Mathematical Journal, Boole si dedicò allo studio di metodi algebrici per la risoluzione di equazioni differenziali e la pubblicazione dei suoi risultati sulla rivista gli fece ottenere la medaglia della Royal Society e nel 1849, la nomina alla cattedra di matematica al Queen's College di Cork, dove insegnò per il resto della sua vita. Il 24 novembre 1864 mentre si recava al college venne colto da un temporale improvviso. Arrivato a destinazione pur di non fare ritardo alla lezione che doveva tenere, invece di cambiarsi, rimase tutto fradicio. Ciò causò un raffreddore che degenerò in polmonite. Ad aggravare la situazione vi fu la moglie che lo curò nei giorni successivi mediante ripetuti lavaggi di acqua gelida. Si spense l'8 dicembre 1864, a soli 49 anni.
Con l'opera The Mathematical Analysis of Logic (del 1847), scritta sulla scia della polemica insorta fra Augustus De Morgan e William Sterling Hamilton (da non confondere con il matematico e fisico William Rowan Hamilton) circa la quantificazione del predicato, propose un'interpretazione del rapporto fra matematica, logica e filosofia che prevedeva l'associazione tra logica e matematica al posto di quella fra logica e metafisica; Boole considerava la logica alla stregua della scienza delle leggi dei simboli attraverso i quali si esprimono i pensieri, e applicò parte della filosofia algebrica cantabrigense al settore inesplorato della logica formale.
Nel 1854 pubblicò la sua opera più importante, An Investigation of the Laws of Thought, indirizzata alle leggi del pensiero, con la quale propose una nuova impostazione della logica: scopo dell'opera fu quello di studiare le leggi delle operazioni mentali alla base del ragionamento, esprimendole nel linguaggio simbolico del calcolo e di istituire, di conseguenza, una disciplina scientifica della logica sorretta da un metodo; dopo aver rilevato le analogie fra oggetti dell'algebra e oggetti della logica, ricondusse le composizioni degli enunciati a semplici operazioni algebriche. Con questo lavoro fondò la teoria delle algebre di Boole (o, semplicemente, "algebra booleana"). Pur mantenendo distinte le operazioni, la scienza della logica nella forma algebrica, dall'algebra in quanto settore della matematica, e le leggi logiche dai settori delle scienze naturali, Boole donò alla logica un abito matematico algebrico.
Successivamente si dedicò alle equazioni differenziali, argomento cui dedicò nel 1859 un testo che ebbe molta importanza. Studiò anche il calcolo delle differenze finite, pubblicando nel 1860 il trattato Treatise on the Calculus of Finite Differences, e problemi generali del calcolo delle probabilità. Inoltre fu tra i primi a esaminare proprietà fondamentali dei numeri, come la proprietà distributiva, in quanto proprietà in grado di caratterizzare alla base alcune teorie algebriche.
I suoi lavori matematici gli procurarono molti riconoscimenti. Coltivò anche interessi nella letteratura e nella filosofia: Aristotele, Cicerone, Dante e Spinoza erano i suoi autori preferiti.

## Influenze
L'opera maggiore di Boole è stata la base (grazie a Claude Shannon, che ha riconosciuto la coincidenza tra il funzionamento dei circuiti commutatori e la logica proposizionale) degli studi sui circuiti elettronici e sulla commutazione, e ha costituito un passo importante verso la concezione dei moderni computer.
Nel campo della logica i suoi più grandi meriti sono stati l'applicazione del calcolo simbolico alla logica, e il superamento del modello aristotelico in quanto non sufficiente a sorreggere l'impalcatura della logica stessa. I cosiddetti "valori booleani", essenziali e importantissimi, sono utilizzati molto frequentemente in informatica, dai linguaggi di basso livello (Assembly) a quelli di alto livello e alle tecnologie web.
Primo estimatore e continuatore della sua opera fu Augustus De Morgan.

## Opere
- Researches on the Theory of Analytical Transformations, with a special application to the Reduction of the General Equation of the Second Order in The Cambridge Mathematical Journal, 2: 64–73, 1841.
- On Certain Theorems in the Calculus of Variations in The Cambridge Mathematical Journal, 2: 97–102, 1841.
- On the Integration of Linear Differential Equations with Constant Coefficients, in The Cambridge Mathematical Journal, 2: 114–119, 1841.
- The Mathematical Analysis of Logic, Being an Essay Towards a Calculus of Deductive Reasoning, Macmillan, Barclay, & Macmillan, Cambridge, 1847.
- The Calculus of Logic in The Cambridge and Dublin Mathematical Journal, 3: 183–198, 1848.
- An Investigation of The Laws of Thought on Which are Founded the Mathematical Theories of Logic and Probabilities, Macmillan, 1854.
- A Treatise on Differential Equations, Macmillan, Cambridge, 1859.
- A Treatise on the Calculus of Finite Differences, Macmillan, Cambridge, 1860.

### Traduzioni in italiano
- Indagine sulle leggi del pensiero, su cui sono fondate le teorie matematiche della logica e della probabilità, Torino, Einaudi, 1976.
- L'analisi matematica della logica, Torino, Bollati Boringhieri, 1993. ISBN 978-88-339-0736-9.